# Nomisia negebensis
Nomisia negebensis är en spindelart som beskrevs av Levy 1995. Nomisia negebensis ingår i släktet Nomisia och familjen plattbuksspindlar.
Artens utbredningsområde är Israel. Inga underarter finns listade i Catalogue of Life.